# Benno von Tschirschky-Reichell

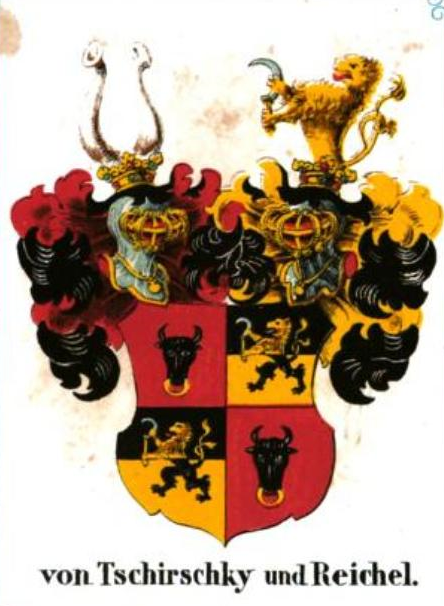
Wappen von Tschirschky und Reichel

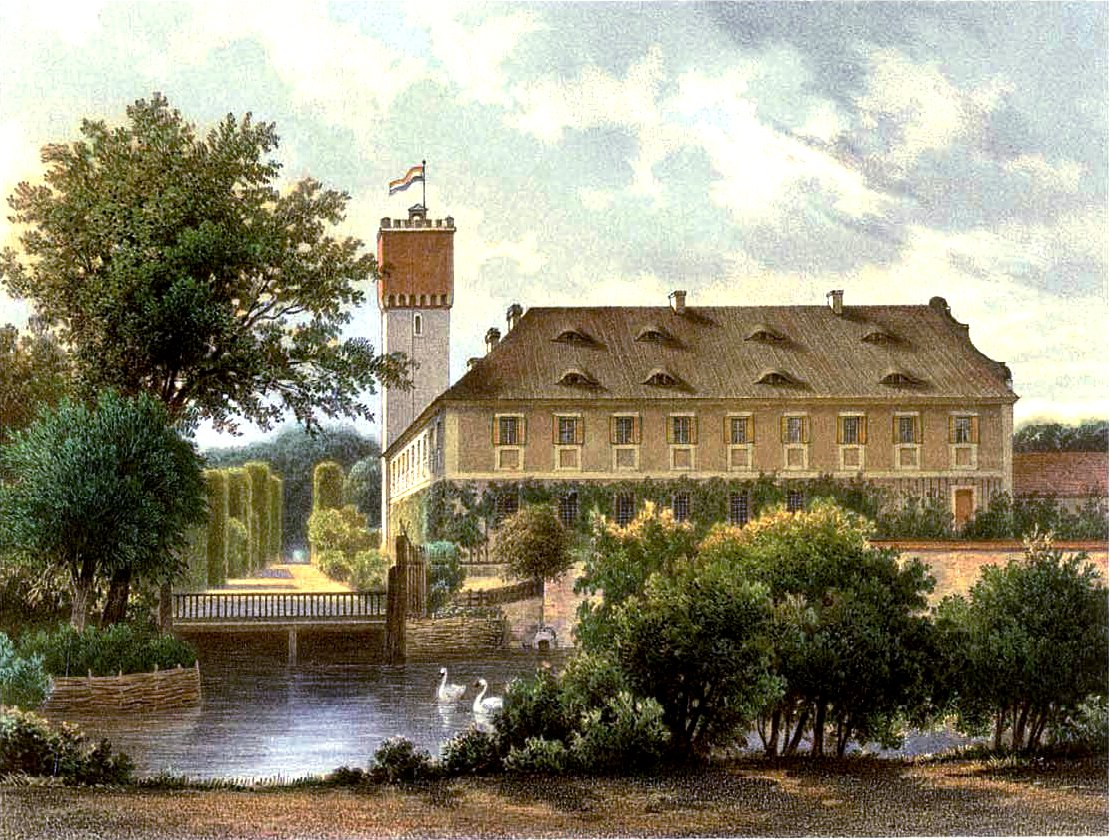
1860/1831 Gut Schlanz, in: Sammlung Alexander Duncker Berlin

Benno von Tschirschky-Reichell (* 25. Juli 1810 in Schlanz, Landkreis Breslau, Provinz Schlesien; † 7. Mai 1878 ebenda) war Gutsbesitzer und preußischer Politiker. Er entstammte dem schlesischen Adelsgeschlecht von Tschirschky.

## Herkunft
Sein Vater war Carl Conrad Leopold Joachim von Tschirschky (1766–1851), Major im Regiment der Garde du Corps, 1797 verheiratet mit Charlotte Freiin von Reichell (1771–1837). Sein Großvater, Joachim Conrad (1728–1805), war der Bruder von Generalmajor Carl Wilhelm von Tschirschky.

## Familie
Tschirschky heiratete 1842 Gräfin Maria von Renard (1826–1847), die Tochter von Andreas Maria von Renard dem Eigentümer von Groß Strehlitz. Mit Gräfin Maria hatte er den Sohn Mortimer von Tschirschky. In zweiter Ehe am 12. Mai 1857 in Breslau Emma Sartorius von Schwanenfeld (* 10. Juli 1829 in Breslau; † 15. März 1915 auf Schloss Veltheimsburg in Bebertal, Landkreis Börde, Sachsen-Anhalt), die Tochter des königlich preußischen Oberstleutnants und Gutsbesitzers Franz Sartorius von Schwanenfeld (1783–1863), Fideikommissherr auf Sartowitz und Domherr zu Havelberg (Landkreis Stendal, Sachsen-Anhalt), und der Luise Haenlein (1793–1861).

## Leben
Tschirschky war königlich preußischer Rittmeister und durch seine Heirat Majoratsherr des Gutes der Familie von Reichell, Schlanz, Kreiselwitz und anderen. Er war Mitglied des Preußischen Herrenhauses auf Lebenszeit und vertrat dort die Fürstentümer Breslau und Brieg. Gut Schlanz mit Nebenbesitz, zusammen 1030 ha, gehörte nachmals Euphemie Gräfin zu Eulenburg, geborene von Tschirschky-Reichell, verheiratet mit Richard Graf zu Eulenburg-Prassen.